# Powiat Malvaglia
Malvaglia (wł. Circolo di Malvaglia) – powiat w Szwajcarii, w kantonie Ticino, w okręgu Blenio. Siedziba administracyjna powiatu znajduje się w miejscowości Serravalle.
Powiat składa się z jednej gminy (comune) o powierzchni 96,80 km² i o liczbie mieszkańców 2053.

## Gminy
| Nazwa gminy | Liczba mieszkańców 31 grudnia 2021 | Powierzchnia km² |
| ----------- | ---------------------------------- | ---------------- |
| Serravalle  | 2 055                              | 96,80            |

## Zmiany administracyjne
- 1 kwietnia 2012
  - utworzenie gminy Serravalle z gmin Ludiano, Malvaglia i Semione